# 阿莫里体育组织
阿莫里体育组织（法語：Amaury Sport Organisation，缩写ASO或A.S.O）是法国一家私营公司，主办环法自行车赛、达喀尔拉力赛、巴黎馬拉松等体育赛事。
阿莫里体育组织隶属于法国家族企业菲利普·阿莫里出版集团，该集团旗下还拥有《队报》、《法國足球》等出版物，2015年前还拥有《巴黎人报》。
阿莫里体育组织在2013年营收为1.799 亿欧元，利润为3610万欧元；在2020年营收达1.95亿欧元，利润为5900万欧元，但对其环法自行车赛的收入的部分严格保密。此外，阿莫里体育组织不受国际自行车联盟（UCI）管理，两个组织在赛事主导权、转播权、禁药等问题上常有龃龉。